# Cacomantis variolosus
Cacomantis variolosus е вид птица от семейство Cuculidae.

## Разпространение
Видът е разпространен в Австралия, Индонезия, Източен Тимор, Малайзия, Мианмар, Папуа Нова Гвинея, Сингапур, Соломоновите острови, Тайланд и Филипините.